# Artūras Karnišovas
Artūras Karnišovas (nascut a Klaipeda, República Socialista Soviètica de Lituània, el 27 d'abril de 1971) és un exbasquetbolista lituà dels anys 90. Mesura 2,04 metres d'altura i jugava en la posició d'aler. Destacava pel seu excel·lent tir exterior. Va aconseguir els seus millors èxits esportius amb la selecció lituana de bàsquet, amb la qual va conquistar dues medalles de bronze en els Jocs Olímpics de Barcelona 1992 i Atlanta'96, i la medalla de plata en l'Eurobasket de 1995.

## Formació
Karnišovas va començar la seva carrera a Lituània, amb Statyba Vilnius, mentre estava a l'escola secundària, on hi va jugar fins al 1990. El seu pare també jugava a l'Statyba i es tracta de l'únic duo pare-fill que ha jugat en el mateix equip en l'actualitat. Va obtenir una invitació per jugar a la Lliga universitària de Basquet a la Universitat de Seton Hall després de ser recomanat per Šarūnas Marčiulionis a l'entrenador en cap de Seton Hall, P. J. Carlesimo, durant el Campionat Mundial de Basquet de 1990. Karnišovas va ser el primer jugador de l'URSS a jugar en un col·legi nord-americà, i hi va arribar sense saber ni una paraula d'anglès. En quatre anys jugant als Pirates de Seton Hall, Karnišovas va ajudar a l'equip a guanyar dos tornejos de la Lliga Est de basquet americà, classificant-lo per al Campionat de bàsquet de l'NCAA quatre vegades consecutives, sent l'únic jugador titular per a tots els equips.

## Carrera professional
Després d'intentar i no aconseguir l'interès d'un equip de l'NBA, Karnišovas va apostar per jugar a l'estranger. El seu antic entrenador universitari, P. J. Carlesimo, va atribuir la seva incapacitat per jugar als Estats Units a una condició física insuficient i un rendiment financer més garantit a Europa. Karnišovas va ser un dels pocs jugadors que ha jugat als quatre campionats nacionals de lliga nacionals més forts d'Europa, Espanya (pel FC Barcelona), Itàlia (Fortitud Bologna), Grècia (Olympiacos Piraeus) i França (Cholet). Va arribar a la Final Four de l'Eurolliga tres vegades i va liderar la temporada de l'Eurolliga 1998–99 en percentatge de tirs lliures (89,6%). Va ser escollit com el Jugador Europeu de l'Any de la FIBA el 1996.
A nivell de clubs els seus majors èxits els va collir en el FC Barcelona, amb el qual va guanyar tres Lligues ACB i una Copa del Rei, encara que es va quedar dues vegades a les portes de guanyar l'Eurolliga, ja que va disputar dues vegades la final, el 1996 i 1997, perdent-la en ambdues ocasions. Entre 1998 i 2000 va jugar dues temporades en el Fortitudo Bologna, amb el qual va guanyar una Lliga de bàsquet d'Itàlia i una Supercopa d'Itàlia. Abans de retirar-se va tornar a jugar dues temporades més en el FC Barcelona.

## Clubs
- 1989-1990: Statyba Vilnius (Unió Soviètica)
- 1990-1994: Seton Hall University (NCAA, Estats Units)
- 1994-1995: Pitch Cholet (França)
- 1995-1997: FC Barcelona (Catalunya)
- 1997-1998: Olympiakos (Grècia)
- 1998-1999: Teamsystem Bolonia (Itàlia)
- 1999-2000: Paf Bolonia (Itàlia)
- 2000-2002: FC Barcelona (Catalunya)

## Palmarès

### Títols internacionals de Selecció
- 2 medalles de bronze en els Jocs Olímpics: 1992 i 1996, amb la selecció de Lituània.[7][8]
- 1 medalla de plata a l'Eurobasket de 1995 amb la selecció de Lituània.[9]

### Títols nacionals de Club
- A Espanya:

- 3 Lligues ACB: 1995, 1996 i 2001, amb el FC Barcelona (Bàsquet).
- 1 Copa del Rei: 2001, amb el FC Barcelona (Bàsquet).
- 3 Lliga Catalana de Bàsquet: 1995-1996, 2000-2001, 2001-2002, amb el FC Barcelona (Bàsquet).

- A Itàlia:

- 1 Lliga de bàsquet d'Italia: 1999-2000, amb el Fortitudo Bologna.
- 1 Supercopa d'Itàlia: 1999-2000, amb el Fortitudo Bologna.